# Rettet Raffi!
Rettet Raffi! (Alternativtitel Rettet Raffi! – Der Hamsterkrimi) ist ein deutscher Kinderfilm des Regisseurs Arend Agthe aus dem Jahr 2015. Er erzählt die Geschichte des achtjährigen Sammy, der seinen Goldhamster Raffi aus den Fängen eines Entführers rettet.

## Handlung
Der achtjährige Sammy lebt mit seiner Schwester Molly und seiner Mutter in Hamburg. Der Vater hat die Familie verlassen, weil er eine Auszeit brauchte, und arbeitet in Afghanistan. Sammy vermisst ihn und wünscht sich sehnsüchtig, dass er zu seiner Familie zurückkehrt.
Eines Tages wird Sammys Hamster Raffi krank und muss operiert werden. Als die Familie nach der Operation auf dem Rückweg nach Hause anhält um Pizza zu kaufen, wird ihr Wagen mit Raffi darin vom Gangster Rocky gestohlen, der gerade aus dem Gefängnis entlassen und dort von seiner Freundin Miranda abgeholt wurde. Weit kommen die beiden nicht, da ihnen das Benzin ausgeht. Miranda nimmt Raffi mit zu sich nach Hause, aber weil Rocky von dem Tier genervt ist, setzt er ihn vor dem Haus aus.
Sammy macht sich ohne Wissen seiner Mutter auf die Suche nach Raffi und findet tatsächlich den Wagen, den die Diebe unter der Köhlbrandbrücke stehen gelassen haben. Darin findet er Rockys Entlassungsschreiben aus dem Gefängnis, in dem Mirandas Adresse angegeben ist. Als er dort ankommt, steht die Wohnungstür offen, und in der Wohnung sieht er Raffis Käfig. Er wird von Rocky erwischt, der behauptet, dass er den leeren Käfig im Müll gefunden habe und Sammy aus der Wohnung wirft. Allerdings ist sein Interesse an Raffi geweckt, weil Sammy erzählt hat, dass der Hamster immer die Zigaretten seines Vaters erschnüffelt hatte und Rocky auf der Suche nach geschmuggelten Zigaretten ist, die er vor seinem Gefängnisaufenthalt in drei Seefracht-Containern versteckt hatte, die inzwischen verschwunden sind.
Rocky beobachtet Sammy, der Raffi entdeckt hat, welcher, nachdem er vor einer Katze geflüchtet ist, auf einem Holzbrett auf der Elbe treibt. Der Junge versucht, den Hamster zu retten, indem er auf einem Ponton hinter ihm herrudert. Während Raffi sich ans Elbufer auf ein Restaurantschiff rettet, wird Sammy fast von einem Containerschiff überfahren, kann aber im letzten Moment von der DLRG gerettet werden.
In dem Restaurant erfährt Sammy, dass der Koch Raffi eingefangen und seinem Bruder Lin gegeben hat, der im Studio Hamburg als Requisiteur für die Fernsehshow Tommy welche Tür arbeitet, in der Hamster durch verschiedene Türen laufen und so den Fortgang der Show beeinflussen. Rocky, der die beiden belauscht hat, ist vor Sammy im Studio und stiehlt dort erneut Raffi. Er stattet den Hamster mit einer Minikamera aus und schickt ihn in die doppelten Böden der Container, die inzwischen als Requisitenlager für Tommy welche Tür dienen, um so seine Zigaretten wiederzufinden. Aber der Hamster beißt das Kamerakabel durch, entkommt, wird im Container von Lin entdeckt und Sammy zurückgegeben, der mit seiner Familie Gast bei Tommy welche Tür ist.
Als in der Fernsehshow die geschmuggelten Zigaretten, die vom Zoll in den Böden der Container gefunden wurden, verbrannt werden sollen, will Rocky das verhindern. Er nimmt einen Radlader und lädt die Zigaretten auf dessen Ladeschaufel, wobei auch Raffi auf die Schaufel kommt. Als Rocky vom Studiogelände fahren will, stellt sich ihm Sammy in den Weg. Bevor er den Jungen überfahren kann, beißt Raffi ein Kabel des Radladers durch, wodurch dieser zum Stehen kommt. In dem Moment, als Rocky in seiner Wut Raffi töten will, wird er von Sammys Vater K. o. geschlagen. Der ist zurück nach Deutschland gekommen, hatte seinen Sohn im Fernsehen gesehen und war zum Studio gekommen.
Drei Monate später ist Sammys Familie wieder vereint, und Raffi, bei der es sich um ein Weibchen handelt, hat vier Babys bekommen – Vater ist einer der anderen Hamster aus Tommy welche Tür.

## Hintergrund
Regisseur Arend Agthe schrieb gemeinsam mit seiner Frau Bettina Kupfer, die im Film die Freundin des Gangsters Rocky spielt, das Kinderbuch Rettet Raffi!, auf dem der Film basiert. Der Hamster Raffi wurde ein halbes Jahr lang für die Dreharbeiten, bei denen noch 14 Doubles zum Einsatz kamen, trainiert. Nach Abschluss des Films blieb Raffi als Haustier bei Sammy-Darsteller Nicolaus von der Recke.
Die Uraufführung fand am 6. März 2015 im Rahmen des Montreal Film Festivals statt. In Deutschland wurde der Film erstmals im Juli 2015 auf dem Filmfest München gezeigt, wo er mit dem Kinderfilmfest-Publikumspreis ausgezeichnet wurde. Rettet Raffi! kam am 22. Oktober 2015 in die Kinos und erschien am 24. März 2016 unter dem Titel Rettet Raffi! – Der Hamsterkrimi auf DVD und Blu-Ray.
Rettet Raffi! erhielt von der Deutschen Film- und Medienbewertung das Prädikat besonders wertvoll.

## Rezeption
Laut Rudolf Worschech von Epd Film ist Regisseur Arend Agthe „ein Abenteuerfilm für Kinder gelungen, der bei allen turbulenten Wendungen nie seine Hauptfigur und ihre Befindlichkeit aus den Augen verliert.“ Nach Meinung des Filmdienstes zeichnet sich der Film „durch die lebensnahe Darstellung der Figuren aus und nimmt durch seine niedliche tierische Hauptfigur für sich ein.“ Einzig Musik und Gags seien „mitunter überstrapaziert, was jungen Zuschauern aber nicht negativ auffallen dürfte.“
Die Tierrechtsorganisation PETA kritisiert, dass im Film ein für Hamster unnatürliches Verhalten dargestellt würde, und die insgesamt 15 Hamsterdarsteller durch das Training unnötigem Stress ausgesetzt wurden und gelitten hätten. Nach Meinung des Deutschen Tierschutzbundes ist die Art der Darstellung des Hamsters im Film problematisch und „weit weg von der Realität“, weshalb der Verein vor der unüberlegten Anschaffung von Goldhamstern warnt.